# Бруклінський книжковий фестиваль

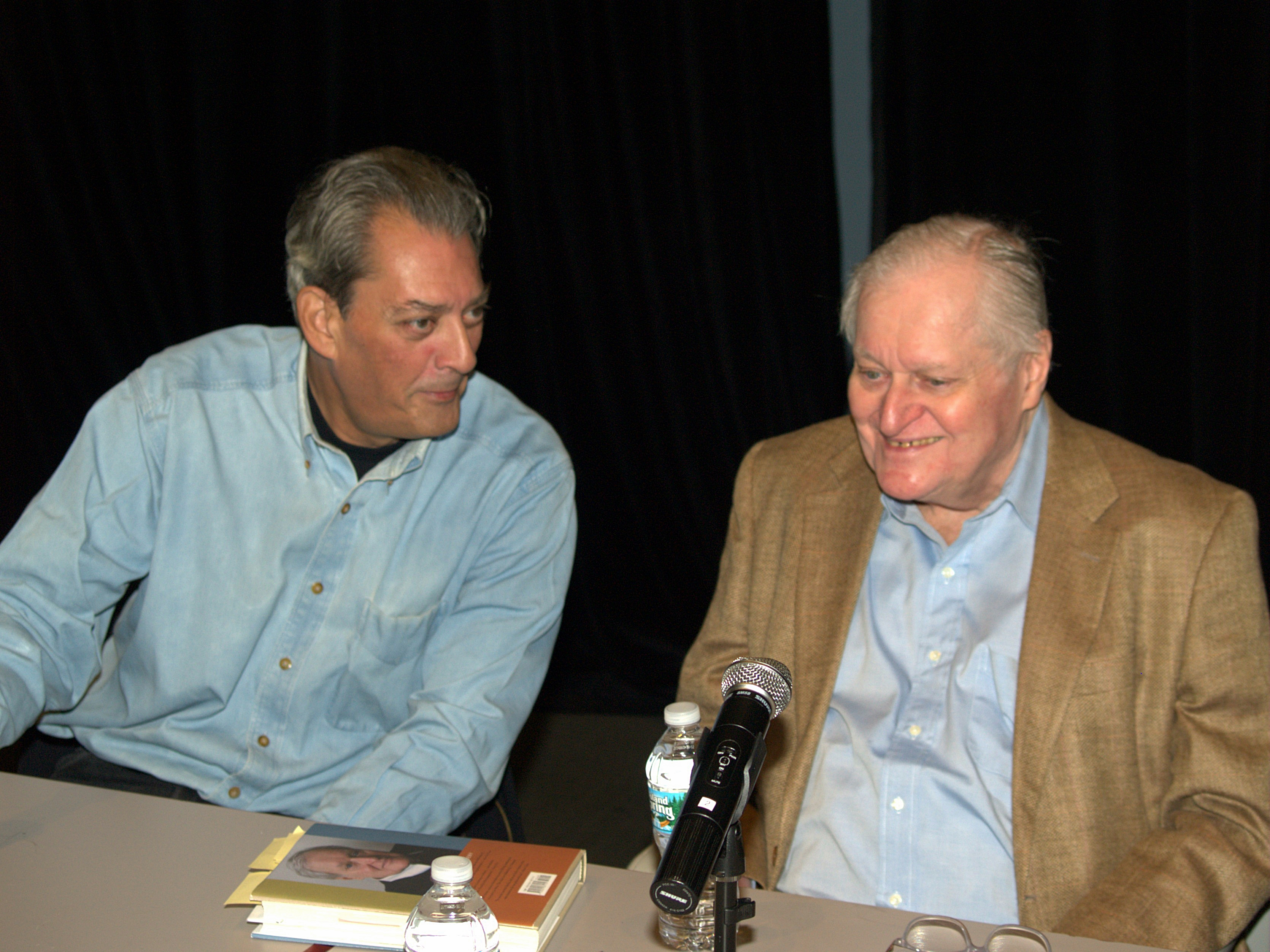
Пол Остер та Джон Ешбері обговорюють свою роботу на фестивалі 2010 року

Бруклінський книжковий фестиваль (англ. Brooklyn Book Festival) — щорічний книжковий фестиваль, який проводиться в окрузі Бруклін, Нью-Йорк. Започаткований 2006 року президентом боро Нью-Йорка Марті Марковіцем (англ. Marty Markowitz), який хотів представити «Бруклінський голос» у літературі, адже багато авторів мешкають у боро. Однак, вже незабаром фестиваль розширив свою сферу й його відвідало багато авторів не з Брукліна, включаючи Джоан Дідіон (англ. Joan Didion), Денніса Ліхейна, Джона Ріда (англ. John Reed), Роззанну Кеш (англ. Rosanne Cash) та Дейва Еггерза (англ. Dave Eggers).
Особливістю фестивалю є обслуговування дорослих читачів, хоча вони також мають багато заходів та читань для дітей. 2009 року кількість відвідувачів перевищила 30 тисяч. І того ж року коледж Святого Франциска заснував дворічну літературну премію у розмірі 50 000 доларів США, щоб підтримати професійних письменників. Переможець оголошується журі з авторів протягом фестивалю, який традиційно відбувається у вересні.
Фестиваль включає тематичні читання, панельні обговорення, сесії із автографами тощо.